# Hylesia andrei
Hylesia andrei är en fjärilsart som beskrevs av Paul Dognin 1923. Hylesia andrei ingår i släktet Hylesia och familjen påfågelsspinnare. Inga underarter finns listade i Catalogue of Life.